# 乔丹·拉森
喬丹·奎茵·拉爾森（英語：Jordan Quinn Larson，1986年10月16日—），是一名美國女子排球運動員，司職主攻手。現效力於中國球隊上海光明優倍女排俱樂部。
在2009年開始成為美國國家女子排球隊一員。拉爾森代表美國分別在2012年奥林匹克运动会和2016年奥林匹克运动会奪得銀牌和銅牌。拉爾森在2016年奥林匹克运动会中表現出色，是當屆排名第四的最佳扣球、第五名最佳發球手、第五最佳接球及第二最佳救援。終於在2021年，拉爾森代表美國在2020年奥林匹克运动会奪得金牌。